# تارا موس
تارا موس (بالإنجليزية: Tara Moss)‏ هي مؤلفة وعارضة أسترالية، ولدت في 2 أكتوبر 1973 في فيكتوريا في كندا.

## وصلات خارجية
- تارا موس على موقع IMDb (الإنجليزية)
- تارا موس على موقع قاعدة بيانات الفيلم (الإنجليزية)